# Oskar Klemmert
Oskar Klemmert (* 7. November 1925 in Würzburg; † 4. August 2010 ebenda) war ein deutscher Politiker, Oberbürgermeister von Kitzingen (1958–1967) und Leiter der Vertretung des Freistaates Bayern beim Bund (1968–1988).

## Leben
Klemmert studierte 1946 nach Rückkehr aus der Kriegsgefangenschaft an der Julius-Maximilians-Universität Würzburg Philosophie, Literaturwissenschaften und Romanistik sowie anschließend Rechtswissenschaften. 1949 legte er die erste Staatsprüfung ab und war als Gerichtsreferendar tätig. 1952 wurde er in Würzburg mit der Arbeit „Die Bildung und Veränderung der Bundesregierung nach dem Bonner Grundgesetz“ zum Dr. iur. promoviert und legte 1953 die Große juristische Staatsprüfung ab. Ab 1953 war er zunächst im Bundesinnenministerium tätig, später Mitarbeiter im Deutschen Bundestag in Bonn.
Er war Oberbürgermeister von Kitzingen vom 1. Mai 1958 bis 31. Oktober 1967. Als Amtschef der Bayerischen Vertretung beim Bund war er von 1968 bis 1988 tätig. Er war Mitglied des Rundfunkrates des Deutschlandfunks in Köln.
Als Pensionär erwarb er einen Magister artium in Neuerer Geschichte an der Würzburger Universität. Er veröffentlichte zahlreiche Schriften zur fränkischen Landesgeschichte.
Oskar Klemmert wurde unter anderem mit dem Stadtsiegel in Gold der Stadt Kitzingen, der Bayerischen Staatsmedaille für besondere Verdienste um die kommunale Selbstverwaltung in Silber, dem Bayerischen Verdienstorden und dem Bundesverdienstkreuz 1. Klasse des Verdienstordens der Bundesrepublik Deutschland ausgezeichnet. Er war seit 1948 Mitglied der katholischen Studentenverbindung KDStV Markomannia Würzburg im CV, deren erster Nachkriegssenior im Wintersemester 1948/49 und Philistersenior von 1969 bis 1981.
Oskar Klemmert war mit der CDU-Politikerin und Bundestagsabgeordneten Elfriede Klemmert (1924–2022) verheiratet.